# Georges Dorbec
Pour les articles homonymes, voir Burlet.
Georges Dorbec, de son vrai nom Georges Burlet, né à Mourmelon (Marne) le 8 juin 1891 et mort à Reims le 8 décembre 1966, est un écrivain français.
Deux ans après la mort de son père à 40 ans, il va à Paris avec sa mère Estelle. À 13 ans il obtient un diplôme de préparateur en pharmacie. Il commence comme apprenti à la pharmacie 123 Faubourg du temple. Il y restera quatre ans. En 1912 il fait son service militaire au Maroc. Son service s’achève par une chute de cheval en 1913. 
Il part à Caen travailler dans une pharmacie jusqu’à l’Armistice du 11 novembre 1918. Il rencontre sa femme, Marcelle Lehoult qui vient de Lisieux. Il se marient en 1919. Il a deux enfants : Jacques (14/12/1921) et Leone. Leone décède en bas âge. Puis il intègre les établissements Fabut qu’il suivra quand Fabut s’installe à Colombes. Il y reste jusqu’en 1936. Il essaie de vendre de la poudre de savon. 
Il écrit un premier livre, Notre pauvre chair, sous le nom de Georges Dorbec, puis un deuxième, Reims-Lourdes : 1 200 km en voiturette de paralytique, où il parle de son voyage à Lourdes en chaise roulante. Son troisième roman, autobiographique, s'intitule Ce Dieu cruel. Il fera quelques tentatives de scénarios pour la radio (Le Libéré). Il finit ses jours à Reims et décède en 1966 à 75 ans.